# موریس ای مک‌لوکلین
 موریس ای مک‌لوکلین (انگلیسی: Maurice E. McLoughlin؛ زاده ۷ ژانویهٔ ۱۸۹۰ درگذشته ۱۰ دسامبر ۱۹۵۷) یک تنیس‌باز اهل ایالات متحده آمریکا بود.